# Leucoloma longifolium
Leucoloma longifolium là một loài Rêu trong họ Dicranaceae. Loài này được (Brid.) Wijk & Margad. mô tả khoa học đầu tiên năm 1960.